# Jan Harings
Jan Harings (Heerstraat, 26 juni 1945) is een voormalig Nederlands wielrenner.

## Biografie
Harings was professioneel wielrenner van 1967 tot 1971. Hij stamt uit een Limburgse wielrennersfamilie en is een broer van Hay, Frits, Huub en Ger Harings en een oom van Jan, Patrick en Peter Harings. Net als zijn broers ontwikkelde hij zich als amateur in de cyclocross en het rijden in heuvelachtig terrein zoals de Ardennen. In 1965 won hij twee etappes in de Triptyque Ardennais en behaalde hij tevens de eindoverwinning.
In 1967 behaalde hij als eerstejaars prof zijn grootste succes uit zijn wielerloopbaan door de 10e etappe in de Ronde van Spanje te winnen. Andere aansprekende prestaties waren in 1969 zijn overwinning in de Grote Prijs Flandria en zijn 6e plaats bij de wereldkampioenschappen te Zolder achter landgenoot Harm Ottenbros

## Belangrijkste overwinningen en ereplaatsen
1965
- 1e in de 2e etappe deel a Triptyque Ardennais
- 1e in de 3e etappe deel b Triptyque Ardennais
- 1e in het eindklassement Triptyque Ardennais

1967
- 1e in de Omloop Mandel-Leie-Schelde
- 1e in de 10e etappe Vuelta a España
- 1e in Mesele

1968
- 1e in Polder-Kempen
- 3e in de GP Pino Cerami
- 3e in de 1e etappe Ronde van Luxemburg

1969
- 1e in GP Flandria
- 1e in Manx Premier Trophy
- 3e in de Acht van Chaam
- 6e bij de Wereldkampioenschappen te Zolder

## Resultaten in voornaamste wedstrijden
| Jaar | Ronde van Italië | Ronde van Frankrijk | Ronde van Spanje |
| ---- | ---------------- | ------------------- | ---------------- |
| 1967 |                  |                     | 26e (1)          |
| 1968 |                  |                     |                  |
| 1969 |                  |                     |                  |

| Jaar | Gent-Wevelgem | Ronde van Vlaanderen | Parijs-Roubaix | Amstel Gold Race | Luik-Bast.‑Luik |  | WK op de weg |
| ---- | ------------- | -------------------- | -------------- | ---------------- | --------------- |  | ------------ |
| 1967 |               |                      | 66e            | 32e              |                 |  |              |
| 1968 | 38e           | 28e                  |                |                  | 26e             |  |              |
| 1969 |               |                      |                |                  |                 |  | 6e           |